# Wietek gorczycznik
Wietek gorczycznik (Leptidea sinapis) – gatunek motyla dziennego z rodziny bielinkowatych (Pieridae).

## Wygląd
Rozpiętość skrzydeł 34–41 mm.

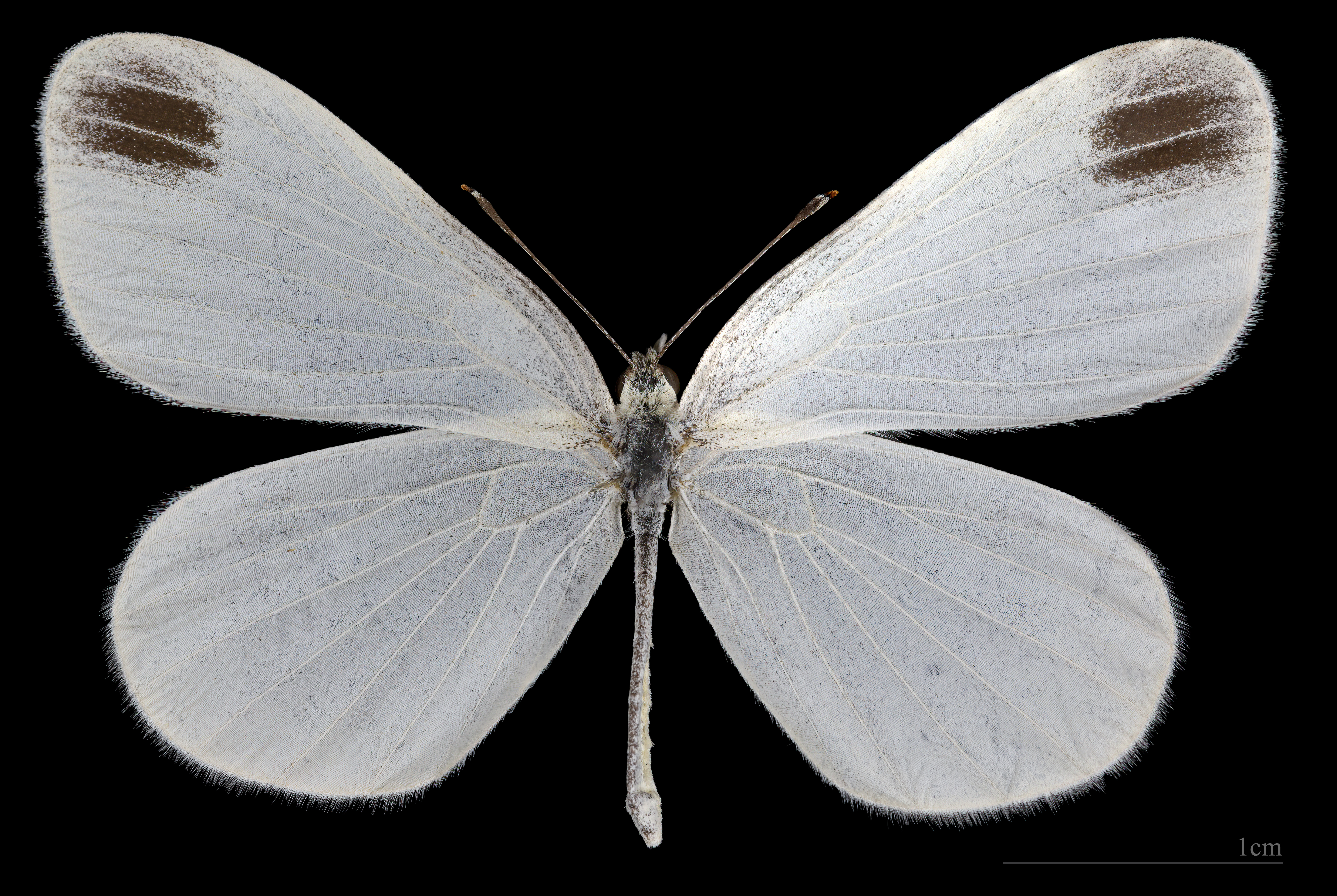
Leptidea sinapis ♂
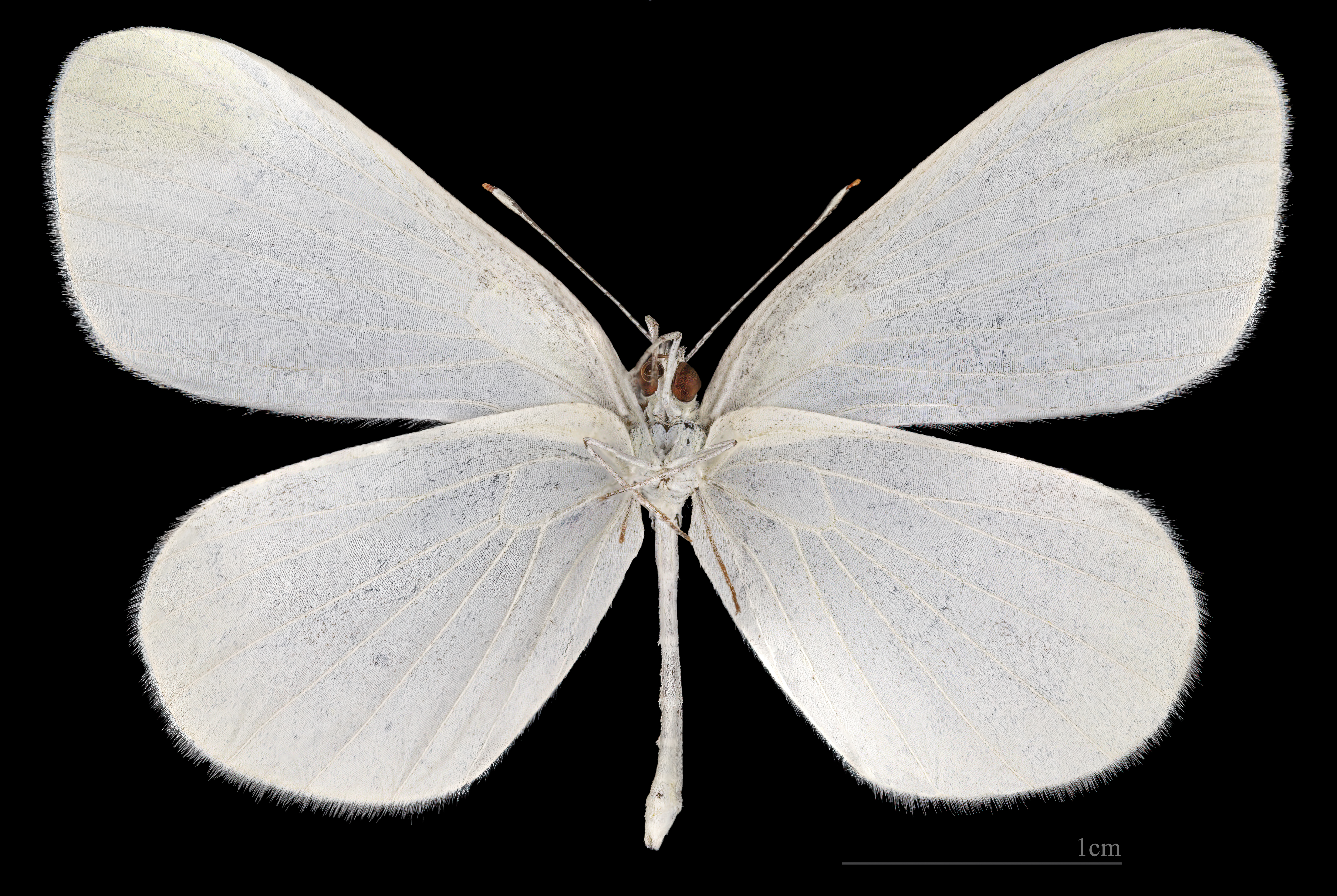
Leptidea sinapis ♂ △
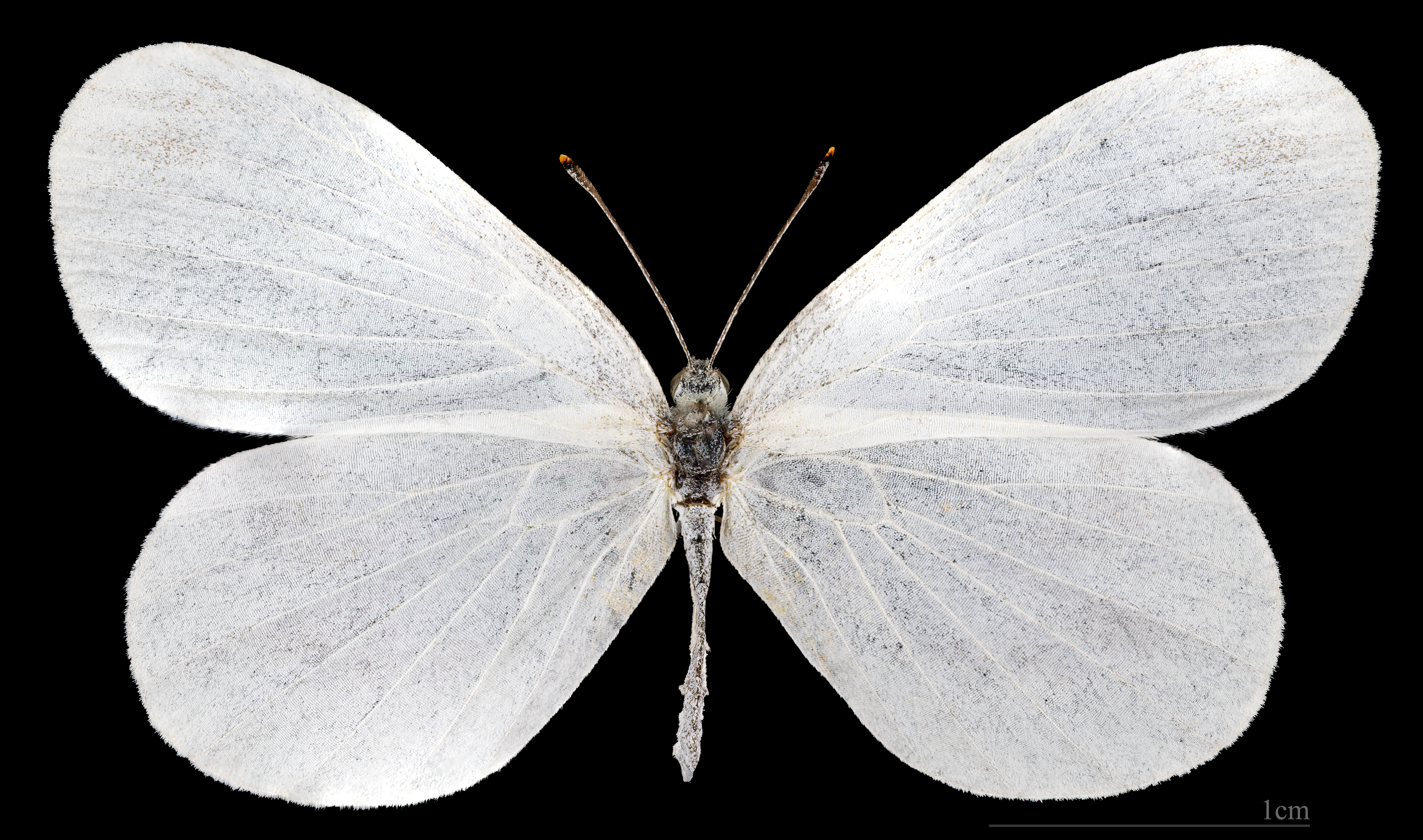
Leptidea sinapis ♀
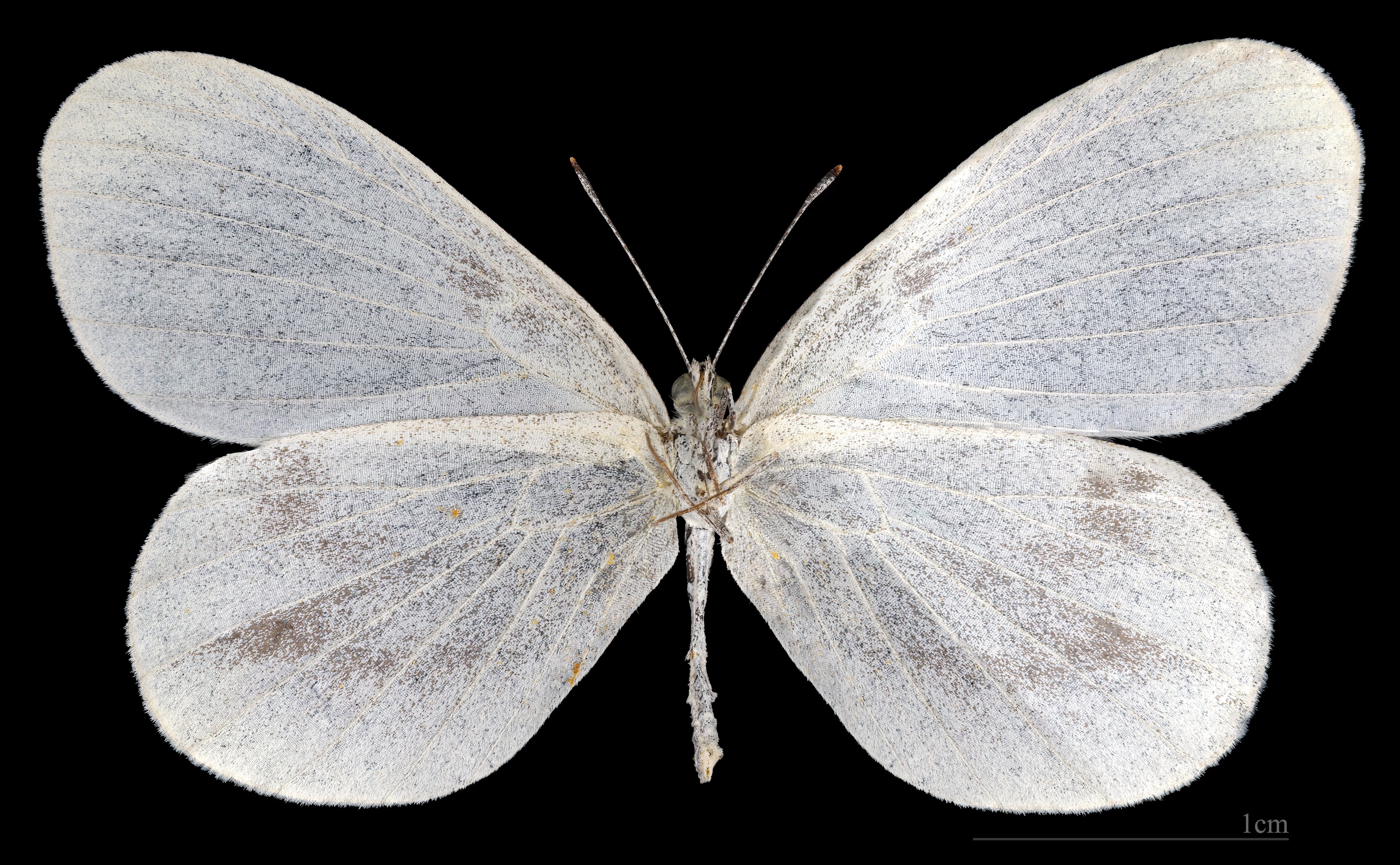
Leptidea sinapis ♀ △

## Siedlisko
Suche zbocza porośnięte krzewami, murawy kserotermiczne z zaroślami, obrzeża lasów i polany.

## Biologia i rozwój
Wykształca dwa pokolenia: pierwsze lata od maja do czerwca, drugie od lipca do połowy sierpnia. Niekiedy również trzecie pokolenie we wrześniu. Samice składają białawe jaja na różnych częściach roślin żywicielskich; gąsienice wylęgają się po tygodniu i żerują w dzień. Przepoczwarzają się na roślinie żywicielskiej lub w pobliżu. Poczwarki zimują.

## Rośliny żywicielskie gąsienic
Komonica zwyczajna, cieciorka pstra, rzadziej wyki i lucerny.

## Rozmieszczenie geograficzne
Gatunek zachodniopalearktyczny. W Polsce występuje w południowej i północno-wschodniej części kraju. W ciągu ostatniego stulecia zanikł na innych obszarach Polski.